# Narcissus
- Commons
- Wikispecies

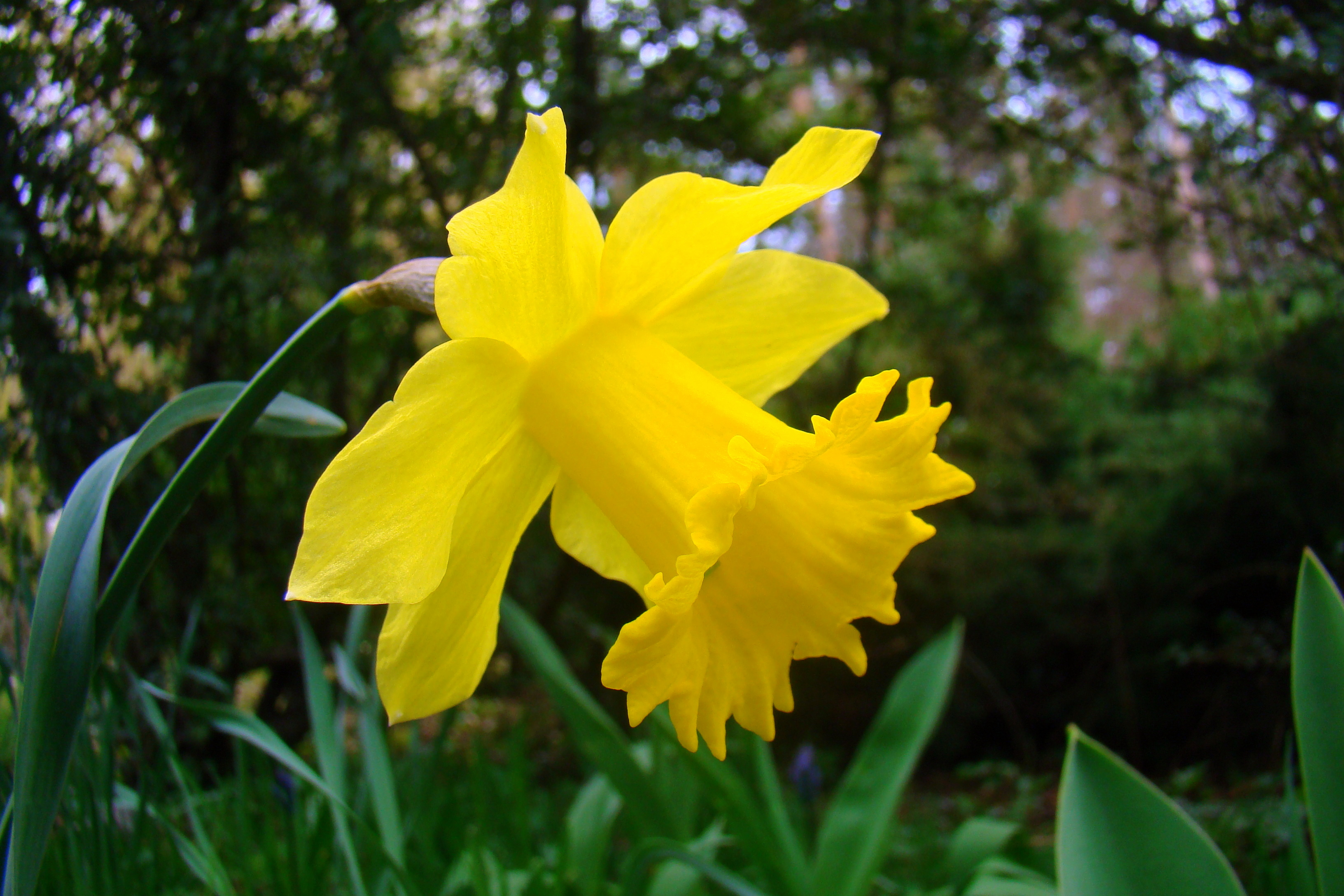
Narcissus pseudonarcissus

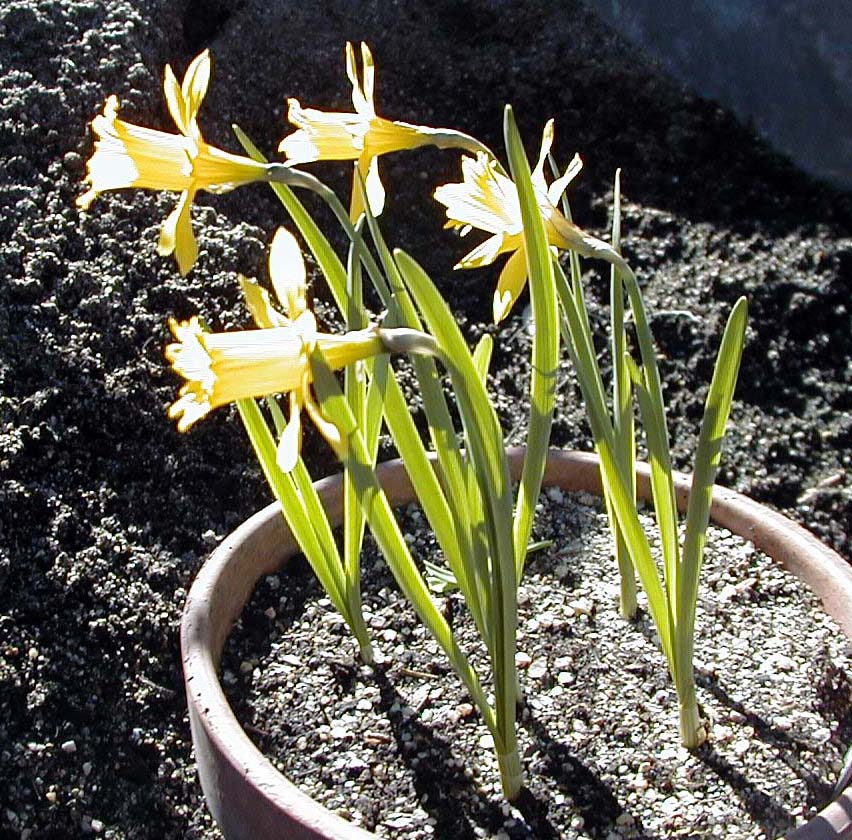
Narcissus eugeniae

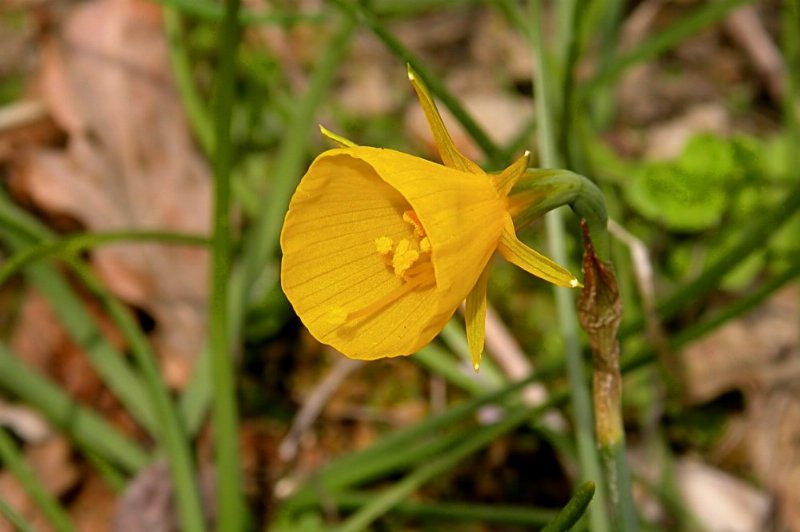
Narcissus bulbocodium

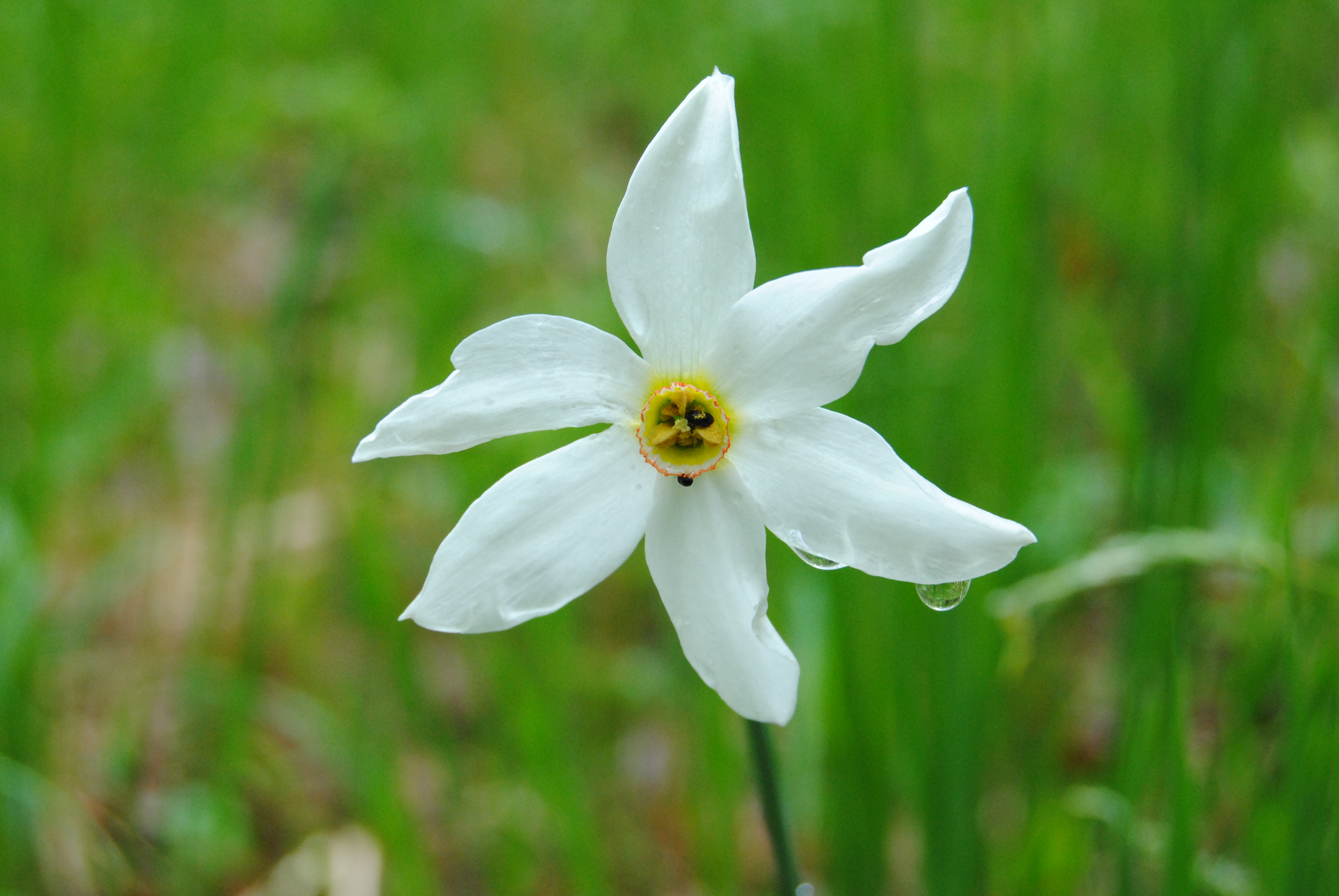
Narcissus poeticus

Narcissus L. ou narciso é um género botânico pertencente à família Amaryllidaceae. As cores de suas flores geralmente variam entre o amarelo e o branco. A sua origem é o Mediterrâneo e partes da Ásia central e a China continental mas são cultivares ornamentais difundidos em muitas outras partes do mundo, como nos Estados Unidos, no Canadá, no Brasil e na Argentina. O seu nome tem origem no personagem mitológico Narciso.
Floresce no princípio da primavera e é frequentemente encontrada em solo úmido perto de uma lagoa. É auto-suficiente. A flor tem normalmente seis pétalas brancas com um funil central amarelo contendo os estames e o estigma. O caule inclina-se antes da flor, pendendo de forma a que a flor esteja virada para baixo em vez de para cima.

## Folclore: mitos e crenças
Vários mitos e lendas populares tem como tema o narciso, sendo o mais famoso o mito grego-romano que aparece no livro III das Metamorfoses de Ovídio. Esse mito foi usado como inspiração para conceito psicológico de narcisismo.
Para explicar esta inclinação de eixo, segundo conta a história, Narciso admirou-se em absoluto nas águas de um rio, ficando então, contemplando sua imagem com o corpo curvado, quase que debruçado sobre o rio. Desta maneira, surge, depois de seu corpo ter-se transmutado em flor (eis que as flores existem apenas para demonstrar sua beleza). Esta flor, o Narciso, fica aproximadamente na mesma posição que antes, quando era humano, um pouco inclinada, ao invés de reta e firme.
No Islão, o Hadith de Bukhari associa a flor com o homem honesto e recto. O símbolo também foi comparado com a transformação da vaidade e  auto-centrismo na humildade de um ser mais individuado e espiritual, pois Narciso via em sua própria imagem, não apenas beleza física, como enxergava acima de tudo, a imagem do Criador, afinal somos feitos à sua imagem.

## Sinonímia
| - Ajax Salisb. ex Haw. - Braxireon Raf. - Corbularia Salisb. ex Herb. - Ganymedes Salisb. ex Haw. | - Hermíone Salisb. ex Haw. - Queltia Salisb. ex Haw. - Tapeinanthus Herb. |

## Espécies
| - Narcissus abscissus - Narcissus alpestris - Narcissus assoanus - Narcissus asturiensis - Narcissus atlanticus - Narcissus aureus - Narcissus barlae - Narcissus bertolonii - Narcissus bicolor - Narcissus broussonetii - Narcissus bulbocodium - Narcissus calcicola - Narcissus canaliculatus - Narcissus canariensis - Narcissus cantabricus - Narcissus cavanillesii - Narcissus corcyrensis - Narcissus cordubensis - Narcissus cuatrecasasii - Narcissus cupularis - Narcissus cyclamineus - Narcissus cyprii - Narcissus dubius - Narcissus elegans - Narcissus fernandesii - Narcissus gaditanus - Narcissus hedraeanthus - Narcissus hispanicus - Narcissus italicus - Narcissus jonquilla | - Narcissus longispathus - Narcissus macrolobus - Narcissus minor - Narcissus moschatus - Narcissus nanus - Narcissus nevadensis - Narcissus nobilis - Narcissus obesus - Narcissus obvallaris - Narcissus ochroleucus - Narcissus pachybolbus - Narcissus pallidiflorus - Narcissus panizzianus - Narcissus papyraceus - Narcissus poeticus - Narcissus polyanthos - Narcissus portensis - Narcissus provincialis - Narcissus pseudonarcissus - Narcissus pumilus - Narcissus radiiflorus - Narcissus romieuxii - Narcissus rupicola - Narcissus scaberulus - Narcissus serotinus - Narcissus tazetta - Narcissus tortifolius - Narcissus triandrus - Narcissus viridiflorus - Narcissus willkommii |

- Lista completa

## Classificação do gênero
| Sistema | Classificação                     | Referência               |
| ------- | --------------------------------- | ------------------------ |
| Linné   | Classe Hexandria, ordem Monogynia | Species plantarum (1753) |

## Alcaloides
Várias espécies do gênero Narcissus contém uma variada gama de alcaloides. Em particular, está sendo estudada a extração de galantamina para fins terapêuticos, especialmente a doença de Alzheimer.